# Hilaria
Hilaria és un gènere de plantes de la subfamília de les cloridòidies, família de les poàcies. És originari del sud-oest dels EUA, Mèxic a Veneçuela. El gènere va ser nomenat en honor de Augustin Saint-Hilaire. Fou descrit per Carl Sigismund Kunth i publicat a Nova Genera et Species Plantarum (quarto ed.) 1: 116–117, pl. 37. 1815[1816].
El seu nombre cromosòmic bàsic és x = 9, amb nombres cromosòmics somàtics de 2n = 36, 72, 86, 90 i 120. Hi ha espècies diploides i una sèrie poliploide. Nuclèols persistents.

## Taxonomia
- Hilaria belangeri (Steud.) Nash
- Hilaria cenchroides Humb., Bonpl. et Kunth
- Hilaria hintonii Sohns
- Hilaria mutica (Buckley) Benth.